# Liste der Brücken über die Arve im Kanton Genf
Die Liste der Brücken über die Arve im Kanton Genf enthält die Brücken und Übergänge der Arve im Kanton Genf in der Schweiz, von der französischen Grenze bis zur Mündung bei Genf in die Rhone.

## Brückenliste
11 Brücken überqueren den Fluss: Acht Strassen-, zwei Fussgänger- und eine Eisenbahnbrücke.
| Bild | Name                             | Ort              | Lage | Funktion | Konstruktion                           | Material         | Länge in m | Höhe m ü. M. | Bemerkungen |
| ---- | -------------------------------- | ---------------- | ---- | --- | -------------------------------------- | ---------------- | ---------- | ------------ | --- |
|      | Pont de Sierne                   | Veyrier – Thônex |      | Strassenbrücke (dreispurig) mit Trottoirs 112 25                                                                   | Balkenbrücke                           | Stahlbeton       | 107        | 389          | - Die Brücke wurde 1981–1983 erbaut. - Die Geschichte der früheren Brücken und Stege an dieser Stelle sind im Inventar historischer Verkehrswege der Schweiz (IVS) beschrieben. - Die Brücke verbindet die Route du Pas-de-l'Echelle mit der Route de Florissant. - Höchstgeschwindigkeit 80 km/h - TPG-Buslinien 8 (Grand-Saconnex – Genève – Veyrier), 20 (Veyrier – Genève – Chambésy – Grand-Saconnex – Bellevue), 34 (Chêne-Bougeries – Choulex), 40 (Grand-Lancy – Chancy – Pougny) und 41 (Carouge – Veyrier – Chêne-Bourg) - Veloland-Route 104 Genève–Salève (Genève – Le Pas de l'Échelle) - Wanderweg - Der Fluss Seymaz mündet flussabwärts auf der rechten Seite in die Arve. |
|      | Passerelle de Vessy              | Vessy – Conches  |      | Fussgänger- und Velobrücke mit Rohrleitungen an der Brückenwand                                                    | Fachwerkbrücke                         | Stahl            | 62         | 385          | - Die Brücke wurde 2007 erbaut. - Der Steg befindet sich östlich des ehemaligen Wasserpumpwerks in Vessy, das als Kulturgut von regionaler Bedeutung ausgewiesen ist. |
|      | Pont de Vessy                    | Vessy – Champel  |      | Strassenbrücke (zweispurig) mit Trottoirs 80                                                                       | Bogenbrücke mit obenliegender Fahrbahn | Stahlbeton       | 79         | 380          | - Die Dreigelenk-Kastenbrücke ist ein wegweisender Brückenbau des Ingenieurs Robert Maillart. Sie wurde 1936/37 erbaut. - Das Bauwerk ist ein Kulturgut von nationaler Bedeutung. - Höchstgeschwindigkeit 60 km/h - Die hydrometrische Messstation Arve - Genève, Bout du Monde des Bundesamts für Umwelt (BAFU) befindet sich 100 m flussabwärts auf der rechten Flussseite. |
|      | Pont du Val d’Arve               | Carouge – Genf   |      | Strassenbrücke (dreispurig) mit Trottoirs 112.1                                                                    | Balkenbrücke                           | Stahlbeton       | 112        | 377          | - Die Brücke wurde 1959/60 erbaut. - Höchstgeschwindigkeit 60 km/h - TPG-Trolleybuslinie 7 (Genève, Bout-du-Monde – Vernier, Lignon-Tours) - TPG-Buslinie 11 (Genève-Séchàron – Carouge – Genève-Eaux-Vives) |
|      | Pont des Artisanes (CEVA-Brücke) | Carouge – Genf   |      | Eisenbahnbrücke (zweigleisig)                                                                                      | Fachwerkbrücke                         | Stahl Glas       | 87         | 375          | - Die Brücke wurde 2016 erbaut. - Aus Lärmschutzgründen ist das Bauwerk komplett eingehaust. - Höchstgeschwindigkeit 90 km/h - Bahnstrecke Genève–Annemasse (CEVA) - Der Abschnitt La Praille – Genève-Eaux-Vives wurde 2019 eröffnet. - Vier Linien des S-Bahn Netzes Léman Express (L 1 , L 2 , L 3 , L 4 ) verkehren auf der Strecke. - Ausserdem verkehrt der Regioexpress (RE Annemasse/Genève-Aéroport – Genève – Lausanne – Vevey) auf der Strecke. - Unmittelbar hinter der Brücke beginnt der Tunnel von Champel. |
|      | Pont de la Fontenette            | Carouge – Genf   |      | Strassenbrücke (zweispurig) mit Velostreifen, Fussgängerstreifen und Trottoirs                                     | Balkenbrücke                           | Stahlbeton       | 87         | 373          | - Die Brücke wurde 1971 erbaut und 1995 renoviert. - Höchstgeschwindigkeit 50 km/h - TPG-Trolleybuslinie 7 (Genève, Bout-du-Monde – Vernier, Lignon-Tours) |
|      | Pont de Carouge                  | Carouge – Genf   |      | Strassenbrücke (zweispurig) mit Trottoirs und zwei Tramgleisen                                                     | Bogenbrücke                            | Stein Beton      | 75         | 373          | - Die Brücke wurde 1811 erbaut. - Die älteste Brücke des Kantons ist im Inventar historischer Verkehrswege der Schweiz (IVS) aufgeführt. - Früher Pont Neuf genannt. - Die Brücke ist ein Kulturgut von regionaler Bedeutung. - TPG-Tramlinien 12 (Lancy-Bachet, gare – Thônex, Moillesulaz) und 18 (Grand-Lancy – Carouge – Genève – Meyrin) - Wanderland-Route 4 ViaJacobi (Etappe 20 Genève – Genève (Grenze)) |
|      | Pont des Acacias                 | Genf             |      | Strassenbrücke (vierspurig) mit Trottoirs (gemeinsamer Fuss- und Veloweg) und zwei Tramgleisen in der Brückenmitte | Balkenbrücke                           | Beton            | 82         | 370          | - Die Brücke wurde 1955–1957 erbaut. - Höchstgeschwindigkeit 50 km/h - TPG-Tramlinien 15 (Plans-les-Ouates – Grand-Lancy – Carouge – Genève Gare Cornavin-Nation) und 17 (Lancy-Pont-Rouge – Genève – Annemasse) |
|      | Hans-Wilsdorf-Brücke             | Genf             |      | Strassenbrücke (zweispurig) mit Trottoirs                                                                          | Balkenbrücke                           | Stahlbeton Stahl | 85         | 369          | - Die Brücke wurde 2009–2012 erbaut. Sie ersetzte einen Steg von 1952. - Höchstgeschwindigkeit 50 km/h - Die Brücke ist nach Hans Wilsdorf benannt, der in Genf 1920 die Uhrenmarke Rolex gegründet hat. |
|      | Pont de Saint-Georges            | Genf             |      | Strassenbrücke (fünfspurig) mit Trottoirs und zwei Tramgleisen                                                     | Balkenbrücke                           | Beton            | 87         | 369          | - Die Brücke wurde 1882 erbaut. - TPG-Tramlinie 14 (Bernex – Genève – Meyrin) - TPG-Trolleybuslinien 2 (Genève – Bernex) und 19 (Vernier – Genève – Onex) - TPG-Buslinien 11 (Genève-Séchàron – Carouge – Genève-Eaux-Vives) und 80 (Genève Bel-Air – Saint-Julien-en-Genevois (F)) - Wanderland-Route 101 Sentier du Rhône (Genève – La Plaine) |
|      | Passerelle du Bois de la Bâtie   | Genf             |      | Fussgänger- und Velobrücke                                                                                         | Fachwerkbrücke                         | Stahl            | 100        | 369          | - Die Brücke wurde 1873 erbaut. - Veloland-Route 1 Rhone-Route (Etappe 8 Genève – Bois de Chancy) |